# Iglesia de San Torcuato (Abadiano)
La iglesia de San Torcuato Mártir, conocida como iglesia de San Trokaz, es un templo religioso católico ubicado en la localidad vizcaína de Abadiano, en el País Vasco (España). Es edificio renacentista del siglo XVIII construido sobre otro templo anterior.
De construcción tradicional, la iglesia de San Trokaz es un amplio edificio de planta rectangular con cabecera poligonal compleja y bóvedas de crucería de sabor gótico al que se le ha añadido la sacristía y la torre así como un magnífico y amplio pórtico en el que se sitúa la entrada principal. Es obra de Ignacio Ibero realizada por los canteros y carpinteros de la zona.

## El edificio
El edificio de la iglesia de San Trokaz es la suma de una serie de construcciones diversas y de fechas diferentes. El templo actual está levantado sobre otro anterior del cual no hay casi rastros ni documentación. La torre fue añadida a ese templo primitivo en 1732 y es obra del cantero durangués Juan Herdoiza. 
Entre los años 1762 y 1783, en dos fases, se llevaron a cabo los trabajos de renovación del templo, demoliendo la primitiva iglesia y levantando la actual, conservando la torre del campanario que se dejaba a los pies de la nueva construcción. El proyecto del nuevo templo fue de Ignacio Ibero y lo realizaron trabajadores y artesanos del duranguesado.
La obra es de mampostería enlucida en el interior siendo la fachada de sillería, lo mismo que la torre y los elementos estructurales. 
Se trata de una gran nave rectangular y uniforme en el exterior que mantiene los contrafuertes internos entre los cuales se ubican capillas. Los contrafuertes están perforados con arcos permitiendo el paso de una capilla a otra. A excepción de la capilla de los Muntsaratz, todas quedan dentro de la planta rectangular del templo. A los pies se sitúa la torre y en la cabecera, a su parte sur, la sacristía. Toda la fachada sur y oeste está protegida por un pórtico y en él, en el lado del mediodía, se ubica la entrada principal al templo.
La nave, amplia y cubierta con bóvedas de crucería de nervios estrellados que convergen en claves, es de tres tramos y a sus pies se ubica el coro que se alza sobre un arco rebajado ocupando todo el ancho de la misma.
Bajo las bóvedas corre un friso de tipo clásico con triglifos y metopas y sobre el mismo un balcón corrido con barandilla de hierro fundido, elemento que se repite en otros templos de la comarca.

## El mobiliario
El retablo mayor y los retablos de las capillas de las Ánimas y de la Inmaculada son de estilo rococós obra del retablista durangués Juan de Urquiza. Los altares de las capillas del Rosario y San Blas son también barrocos de la última década del siglo XVII.
En la sacristía se halla un retablo neoclásico y una imagen barroca del Rosarío. También un pequeño alabastro y un relicario de plata del XVIII.
Entre 1720 y 1722  se construye el órgano, obra del organero José Antonio de Balzategui.

## Las campanas
En el campanario de la iglesia de San Torcuato hay seis campanas, la más antigua es la pequeño campanillo esquilonado de "San Antonio" que se fundió en el año 1731 y pesa 32 mientras que la mayor de ellas es la de "San Torcuato" que pesa 1066 kg y data de 1787. Las campanas son las siguientes:
María Inmaculada 
Fecha de fundición: 1895
Fundición: Delta Español Bilbao
Diámetro: 50 cm.
Altura de bronce: 37 cm.
Peso: 72,3 kg.
Tipo de yugo: Madera.
Toque: Mecánico.
Volteo: Mecánico.
Campana 
Fecha de fundición: 1895
Fundición: Delta Español Bilbao
Diámetro: 60 cm.
Altura de bronce: 55 cm.
Peso: 125 kg.
Tipo de yugo: Hierro.
Toque: Electromazo.
Volteo: Mecánico.
Jesús, María y José 
Fecha de fundición: 1895
Fundición: Delta Español Bilbao
Diámetro: 77 cm.
Altura de bronce: 64 cm.
Peso:  264,3 kg.
Tipo de yugo: Hierro.
Toque: Electromazo.
Volteo: Mecánico.
Ángelus 
Fecha de fundición: 1946
Fundición: Delta Español Bilbao
Diámetro: 130 cm.
Altura de bronce: 100 cm.
Peso:  1302 kg.
Tipo de yugo: Hierro.
Toque: Electromazo.
Volteo: Mecánico.
San Torcuato 
Fecha de fundición: 1787
Fundición:  Lastra.
Diámetro: 144 cm.
Altura de bronce: 100 cm.
Peso:  1729 kg.
Tipo de yugo: Madera.
Toque: Manual y Mecánico.
Volteo: No puede voltear.
San Torcuato 
Fecha de fundición: 1731
Fundición:  Lastra.
Diámetro: 38 cm.
Altura de bronce: 38 cm.
Peso:  31,7 kg.
Tipo de yugo: Madera.
Toque: Manual.
Volteo: Manual.
Observaciones: Sin uso.